# Huevos a la riojana
Los huevos a la riojana son una preparación típica de la cocina riojana que incluye un sofrito de diversas verduras sobre el que se ubica un huevo frito. El plato se suele servir caliente, recién elaborado y emplatado tradicionalmente en una cazuela de barro.

## Características
El plato se elabora en dos etapas. En una primera se prepara la salsa riojana con diversas verduras sofritas cortadas en juliana, generalmente: tomates, pimientos (verdes y rojos), cebollas y ajo (una especie de pisto). Se acompaña el sofrito con unas patatas cortadas en rodajas y un chorizo cortado en pequeños trozos. El huevo frito se añade al final sobre la salsa caliente, justo al emplatar. Algunas variantes se realizan con un huevo duro.